# 157–167 Hope Street

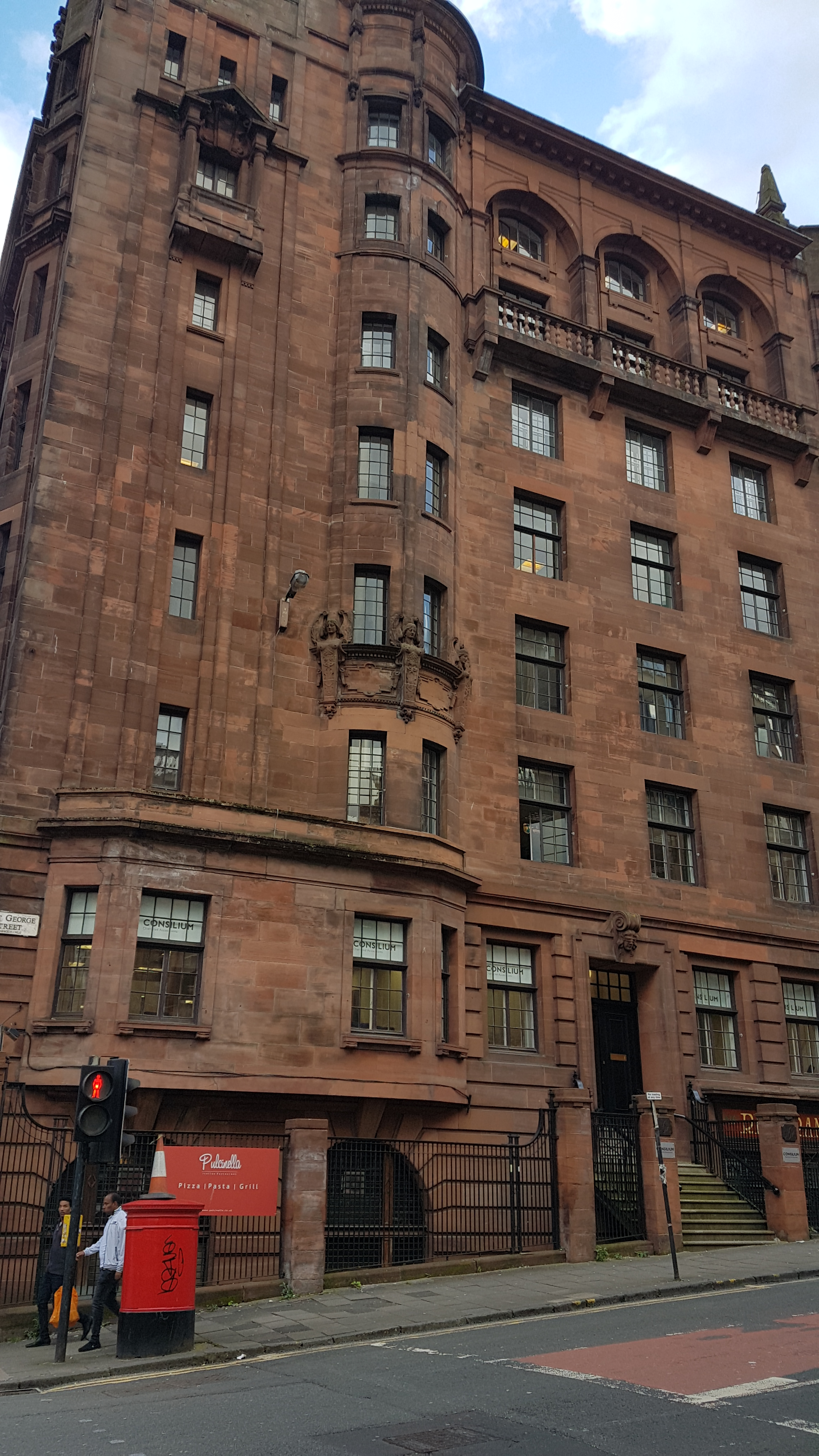
157–167 Hope Street

Unter der Adresse 157–167 Hope Street in der schottischen Stadt Glasgow befindet sich ein Geschäftsgebäude. 1966 wurde das Bauwerk in die schottischen Denkmallisten in der höchsten Denkmalkategorie A aufgenommen.

## Beschreibung
Das Gebäude steht an der Kreuzung der Hope Street mit der West George Street nahe dem Bahnhof Glasgow Central im Zentrum Glasgows. Es wurde zwischen 1902 und 1903 nach einem Entwurf des schottischen Architekten John Archibald Campbell erbaut. Im Laufe der 1900er Jahre wurde das Gebäude in vier architektonischen Fachpublikationen thematisiert. 1922 und 1960 wurde Alexander David Hislop mit Änderungen betraut.
Das mit Motiven der Neorenaissance ausgestaltete Gebäude ist sieben- bis achtstöckig. Das Mauerwerk aus polierten Steinquadern ist im Bereich des Erdgeschosses rustiziert. Die Hauptfassade entlang der Hope Street ist neun Achsen weit, die im Schema 1–2–3–2–1 angeordnet sind. Die Seitenfassade entlang der West George Street ist hingegen asymmetrisch aufgebaut. Oberhalb des zentralen Hauptportals sind aufwändige Reliefe eingelassen. Zu beiden Seiten ziehen sich Ladengeschäfte.
Die Fassade ist mit mehrstöckigen Erkern auf den beiden äußeren Achsen sowie über die drei zentralen Achsen gestaltet. Die Fenster oberhalb des massiven Balkons im zweiten Obergeschoss schließen mit gesprengten Segmentgiebeln. Pilaster und ornamentierte Zwickel zieren die Arkade im sechsten Obergeschoss. Soffitten zieren das darüber weit auskragende Kranzgesims. Darauf ruhende Obelisken brechen durch die Traufleiste. Die Nordfassade entlang der West George Street ist teilweise analog der Hauptfassade gestaltet. Markant ist der links segmentbögig heraustretende Erker, der mit einer geschwungenen Haube schließt.